# Septoria cornicola
Septoria cornicola är en svampart som beskrevs av Desm. 1867. Septoria cornicola ingår i släktet Septoria och familjen Mycosphaerellaceae.   Inga underarter finns listade i Catalogue of Life.